# Rio Cuiabá
Le rio Cuiabá est une rivière brésilienne de l'État du Mato Grosso qui baigne la ville de Cuiabá, capitale de l'État et métropole de plus de 750 000 habitants (en juillet 2005). Dans son cours inférieur, il fait office de frontière entre les États du Mato Grosso et de Mato Grosso do Sul.

## Géographie
Son cours fait 480 km.

### Navigabilité

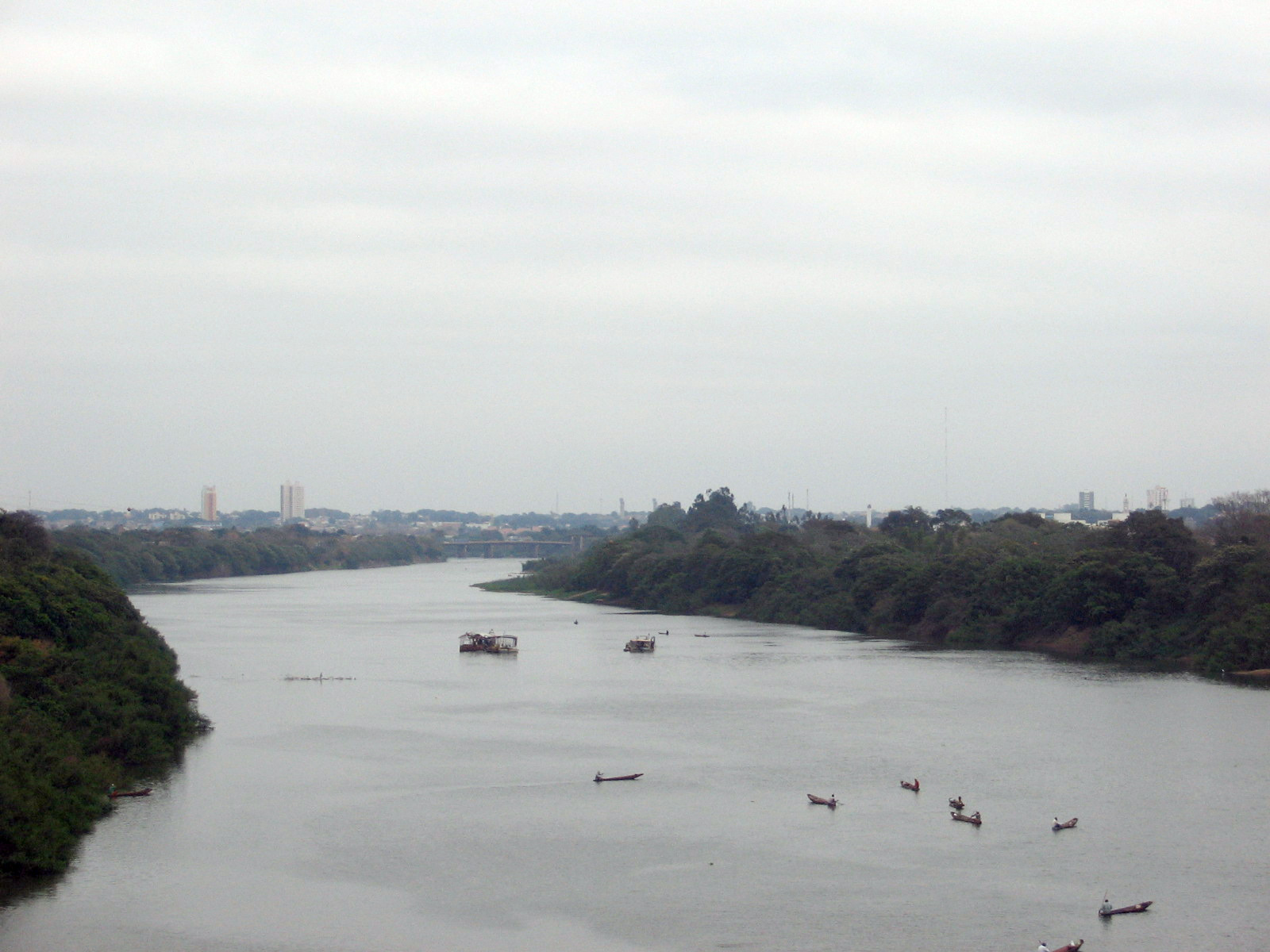
Autre vue du rio Cuiabá à Cuiabá.

C'est un important affluent du rio Paraguay aux eaux abondantes, navigable depuis son confluent en aval de la ville de Corumbá (qui se trouve sur le Paraguay) jusqu'à la ville de Cuiabá. 
- Il est navigable toute l'année entre son embouchure dans le rio Paraguay et le confluent du rio São Lourenço, soit sur un secteur de 230 km, pour des embarcations d' 1,50 m de tirant d'eau (avec dragages périodiques dans quelques passes critiques).
- De là jusqu'à la localité de Porto Cercado, au km 352 (donc sur une nouvelle portion de 122 km), il est navigable pour des embarcations de 1,20 m de tirant d'eau et de 30 mètres de long.
- En amont de ce point, il présente des affleurements rocheux qui rendent la navigation difficile bien que la déclivité soit très basse. Il est dès lors navigable jusqu'à Cuiabá, seulement en période de hautes eaux.

## Affluents
- Le rio São Lourenço (rg[note 1])
- Le rio Piqueri (rg) est de loin le plus important affluent du rio Cuiabá. Il matérialise partiellement la frontière entre les États du Mato Grosso et de Mato Grosso do Sul, en amont de la portion du rio Cuiabá qui exerce la même fonction.

## Hydrologie

### Les débits mensuels à Porto Alegre

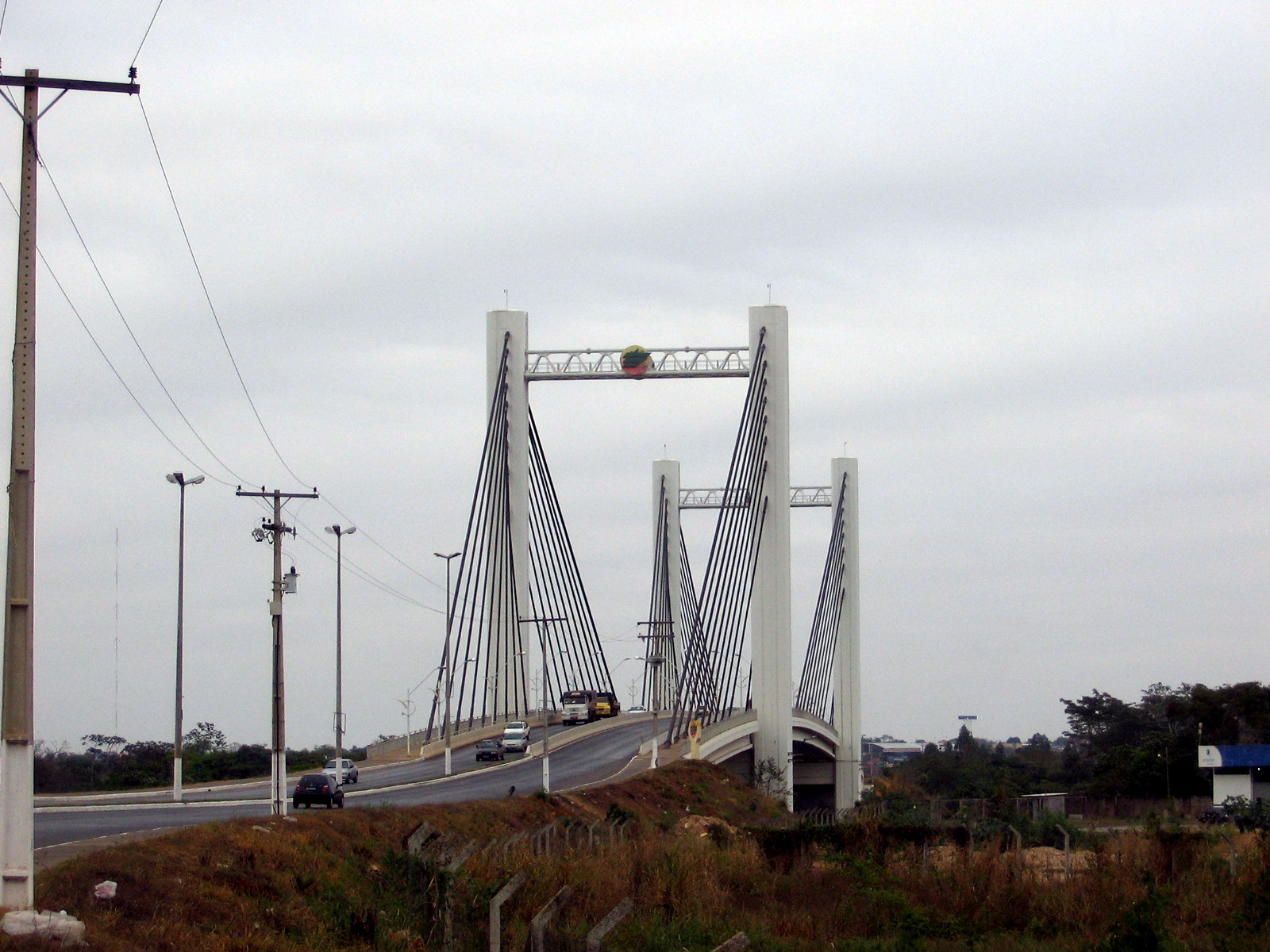
Cuiabá : pont Sergio Motta sur le rio Cuiabá

Le débit de la rivière a été observé pendant 12 ans (1967-1978) à Porto Alegre, localité de l'État de Mato Grosso do Sul située à quelque 60 kilomètres de son confluent avec le río Paraguay. 
À Porto Alegre, le débit annuel moyen ou module observé sur cette période était de 589 m3/s pour un bassin versant de 102 750 km2.

### Lame d'eau
La lame d'eau écoulée dans l'ensemble du bassin atteint ainsi le chiffre de 181 millimètres par an.